# Alípio de Gaza
Alípio (em latim: Alipius) foi um gramático grego bizantino do século V/VI. Foi destinatário duma carta de Procópio de Gaza quando esteve ausente, ao lado de Hiério e Estêvão, numa viagem em Dafne, próximo de Antioquia.